# Alex Peters
Alex James Peters (Londres, 31 de marzo de 1994) es un ciclista profesional británico que desde 2022 corre para el equipo Ribble Weldtite Pro Cycling.

## Palmarés
2014
- 1 etapa del Tour de Bretaña

## Equipos
- Madison Genesis (2013-2014)
- SEG Racing (2015)
- Team Sky (2015[1] -2016)
- SEG Racing Academy (2017)
- Canyon dhb p/b Soreen[2] (2020)
- SwiftCarbon Pro Cycling (2021)
- Ribble Weldtite Pro Cycling (2022)